# Hanns Alexander (Mediziner)
Hanns Alexander (* 30. November 1881 in Büblitz; † 22. April 1955) war ein deutscher Mediziner und Forscher auf dem Gebiet der Tuberkulose.

## Werdegang
Alexander war Schüler von Carl Flügge. Während seines Studiums wurde er Mitglied der Landsmannschaft Macaria Breslau. Er war langjähriger Chefarzt des Sanatoriums für Tuberkulosepatienten in Agra (Tessin), dem so genannten Deutschen Haus, und leitete mit einer nationalsozialistischen Ausrichtung den Niedergang der Anstalt ein. Alexander hatte sich nicht nur als Lungenspezialist, sondern auch als engagierter Nationalsozialist hervorgetan und dafür gesorgt, dass sich ab 1935 in Agra eine Ortsgruppe der NSDAP etablierte, dass das Sanatorium die Hakenkreuzfahne hisste und in der Bibliothek ein Porträt Adolf Hitlers hing. Er war zum 1. Juni 1933 der NSDAP beigetreten (Mitgliedsnummer 1.800.573) und wurde Ortsgruppenführer.
Nach Ende des Zweiten Weltkrieges war er Leiter der Niedersächsischen Landesschirmbildstelle in Hannover.
Er veröffentlichte zahlreiche Hand- und Lehrbücher zur Lungendiagnostik. 1952 wurde er mit dem Verdienstkreuz (Steckkreuz) der Bundesrepublik Deutschland ausgezeichnet, 1955 erhielt er das Große Verdienstkreuz.
Der Schriftsteller Sven Stolpe (1905–1996) verbrachte in den Jahren 1927/28 einen Sanatoriums-Aufenthalt im Deutschen Haus in Agra und gibt in seinem Werk „Im Wartezimmer des Todes“ der Person des Chefarztes Hanns Alexander das Pseudonym Prof. Lautensack.